# Lingm

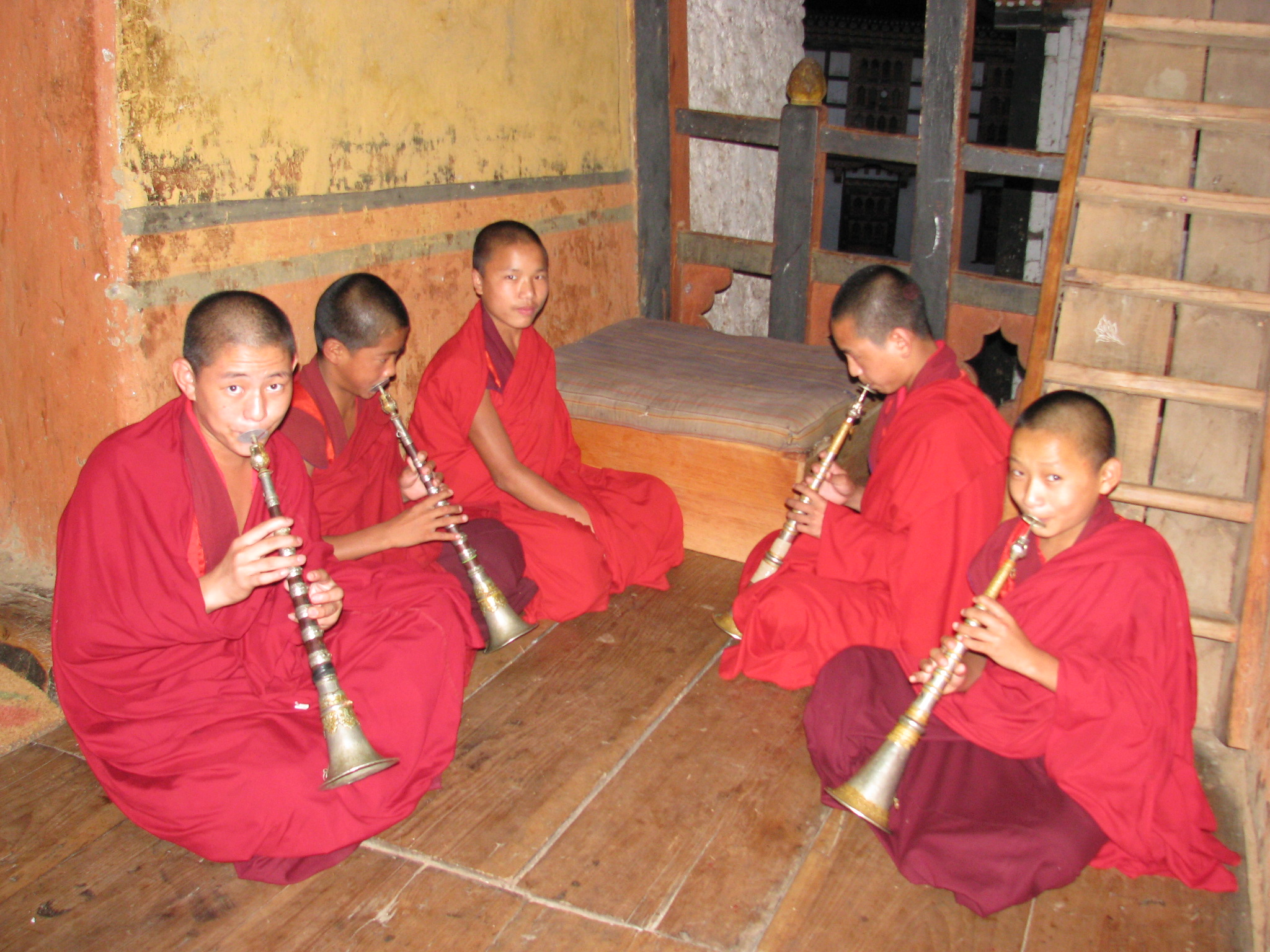
Monaci che suonano il dong lingm nel monastero di Lhuentse Dzong

Il lingm (Dzongkha གླིངམ་, (BO) ) è un tipo di flauto indigeno del Bhutan. Il lingm, il dramyin (liuto) e il chiwang (fiddle) costituiscono il repertorio strumentale di base per la musica tradizionale bhutanese.
Ci sono due varietà di lingm: il dong lingm (གདོང་གླིངམ་ (BO) ), che è suonato in avanti e lo zur lingm (ཟུར་གླིངམ་, (BO) ), che è suonato lateralmente.